# Малинкович, Владимир Дмитриевич
Влади́мир Дми́триевич Малинко́вич (укр. Володи́мир Дми́трович Малинко́вич; род. 28 августа 1940, Сумы) — советский и украинский общественный деятель, политолог, аналитик, правозащитник, участник диссидентского движения в СССР, активный член Украинской Хельсинкской группы, редактор Радио Свобода; впоследствии политический советник президента Л. Кучмы. По первой профессии — учёный-эндокринолог, кандидат медицинских наук.

## Первые десятилетия жизни
Родился 28 августа 1940 в городе Сумы в еврейско-украинской семье. Отец В. Малинковича был военным.
После окончания школы два года работал токарем на киевском заводе «Кинап», затем поступил в Ленинградский университет, на юридический факультет, где вёл активную общественную деятельность. По утверждению самого Владимира Малинковича, после 1956 г., разоблачения сталинизма и событий в Венгрии перестал ориентироваться на «линию партии», а после дела «Синявского-Даниэля» (1965) окончательно «разошёлся с властью».
В 1961 году исключён со второго курса университета, формально за нарушение общественного порядка, фактически за активную студенческую деятельность. Полгода работал, и в 1962 вновь поступает в ВУЗ, Киевский медицинский институт, который закончил в 1967 году.
В том же 1967 году Владимир Малинкович получает повестку о призыве в вооружённые силы в качестве военного врача. Он пишет письмо на имя министра обороны СССР A. Гречко по поводу шестидневной войны, в котором также заявляет о собственном нежелании служить в армии. Однако В. Малинкович был призван в ряды Советской Армии. В 1968 г. перед строем военнослужащих высказал своё отношение к вводу советских войск в Чехословакию. За это месяц находился в особом отделе Киевского военного округа. В 1969 г. В. Малинкович был подвергнут офицерскому суду чести и изгнан из армии.
С 1970, после периода поиска работы, получил должность участкового врача, позже врача-радиолога в Киевском институте эндокринологии. В 1973 году защитил кандидатскую диссертацию .

## Диссидентская деятельность
В Киеве В. Малинкович принадлежит к тому же кругу русскоязычной интеллигенции, что и известный писатель Виктор Некрасов. С 1972—1973 у него устанавливаются более тесные контакты и с украинскими «шестидесятниками». С начала 1970-х годов присоединяется к правозащитной деятельности, начинает посылать письма протеста, позже передаёт информацию для диссидентского издания «Хроника текущих событий», распространяет это издание, принимает участие в митингах в Бабьем Яре и около памятника Т. Шевченко.
С 1975 по 1979 годы постоянно преследовался властями: против В. Малинковича устраивались постоянные провокации, ему выносили предупреждения, проводились негласные обыски, его задерживали. В. Малинкович вёл себя очень открыто — выступал на собраниях, по телефону сообщал академику А. Сахарову про аресты и давление на него со стороны представителей власти.
В октябре 1978 вступил в украинскую Хельсинкскую группу. В это время В. Малинкович находился в разработке у сотрудника КГБ В. Радченко, будущего главы СБУ и МВД Украины. Во время одного из собеседований В. Радченко потребовал от В. Малинковича подписать заявление о роспуске украинской Хельсинкской группы; после отказа это сделать В. Малинкович был избит неизвестными. В сентябре 1979 года против диссидента была устроена новая провокация, на него поступило заявление об изнасиловании. В. Радченко поставил ультиматум: либо эмиграция, либо арест; он же угрожал жене В. Малинковича отправить их дочь в детский дом, её саму арестовать. В ночь на 1 января 1980 года Владимир Малинкович с семьёй выехал в ФРГ.

## В эмиграции
В годы эмиграции Владимир Малинкович жил в Мюнхене, работал старшим редактором русской службы радио «Свобода» (Мюнхен), руководителем ряда программ («СССР и национальный вопрос», «После империи», «Барометр»), являлся одним из основных политических обозревателей, в 1980—1992 работал главным редактором журнала «Форум» (Мюнхен, издательство «Сучасність»). Возглавил европейское представительство Украинской хельсинкской группы, был избран сопредседателем Демократического объединения политэмигрантов из СССР, членом-учредителем Международной хельсинкской ассоциации.

## Деятельность после возвращения на Украину
13 декабря 1992 г. Владимир Малинкович вернулся в Киев. Во время кампании по выборам Президента Украины в 1994 был руководителем информационно-аналитического центра при штабе Леонида Кучмы. По утверждению самого Малинковича, ему принадлежит предложение внести в предвыборную программу тезис о придании русскому языку статуса государственного. После победы Л. Кучмы, в июле — августе 1994 года работал советником Президента по политическим вопросам. Когда генерал КГБ (позже — СБУ) В. Радченко был назначен министром внутренних дел Украины, В. Малинкович ушёл из Администрации президента.
В 1995—1997 — директор Института проблем интеграции при Киевском центре политических исследований и конфликтологии.
В 1997 — сопредседатель избирательного блока «СЛОН» (Социально-либеральное объединение), которое выступало за либеральные реформы в экономике, стратегическое партнёрство с Россией и придание русскому языку статуса официального. Практически в самом начале избирательной кампании 1998 года В. Малинкович оставил блок, будучи несогласным по этическим соображениям с внесением некоторых кандидатов в избирательный список блока, и перешёл в Партию регионального возрождения Украины (современное название — Партия регионов Украины). Участвовал в выборах Верховную Раду в Киеве.
В политической ситуации В. Малинкович придерживался ориентации на «сине-белый» лагерь политических сил, одновременно выступая с критикой Партии регионов и Виктора Януковича.
Выступает за создание на Украине «мультикультурного гражданского общества». В 2005 году подписал коллективное письмо в защиту русского языка на Украине.
Основной деятельностью В. Малинковича в последние годы является политология (и как наука, и прикладная), он активно участвует в работе организаций в поддержку русской культуры на Украине. Является соавтором проекта «Закона о языках», проекта закона о внесении изменений в «Закон о выборах народных депутатов Украины», проекта закона о ратификации Европейской хартии региональных языков и языков меньшинств. Владимир Малинкович является автором трёх книг и многих статей.
С апреля 2001 является председателем Комиссии содействия демократизации и развития гражданского общества при Президенте Украины, работал секретарём Комиссии по подготовке Конституционной реформы.
Владимир Малинкович занимает пост директора украинского отделения Международного института гуманитарно-политических исследований (с сентября 1998 года).
- С 2008 года Владимир Малинкович вновь живёт в Германии, в Мюнхене.

## Награды
- Орден «За мужество» I степени (8 ноября 2006 года) — за гражданское мужество, самоотверженность в борьбе за утверждение идеалов свободы и демократии и по случаю 30-й годовщины создание украинской общественной группы содействия выполнению Хельсинкских соглашений[10].

## Семья
Вдовец.
- Дочь Мария — журналист-политолог
- сын Вадим — юрист